# Etziken
Etziken is een gemeente en plaats in het Zwitserse kanton Solothurn en maakt deel uit van het district Wasseramt.
Etziken telt 777 inwoners.